# إدوارد جي. سميث (سياسي كندي)
إدوارد جي. سميث هو سياسي كندي، ولد في 1819 في Shediac ‏ في كندا، وتوفي في 1903. انتخب عضو الجمعية التشريعية لنيو برونزويك ‏.